# Karol Dziwisz

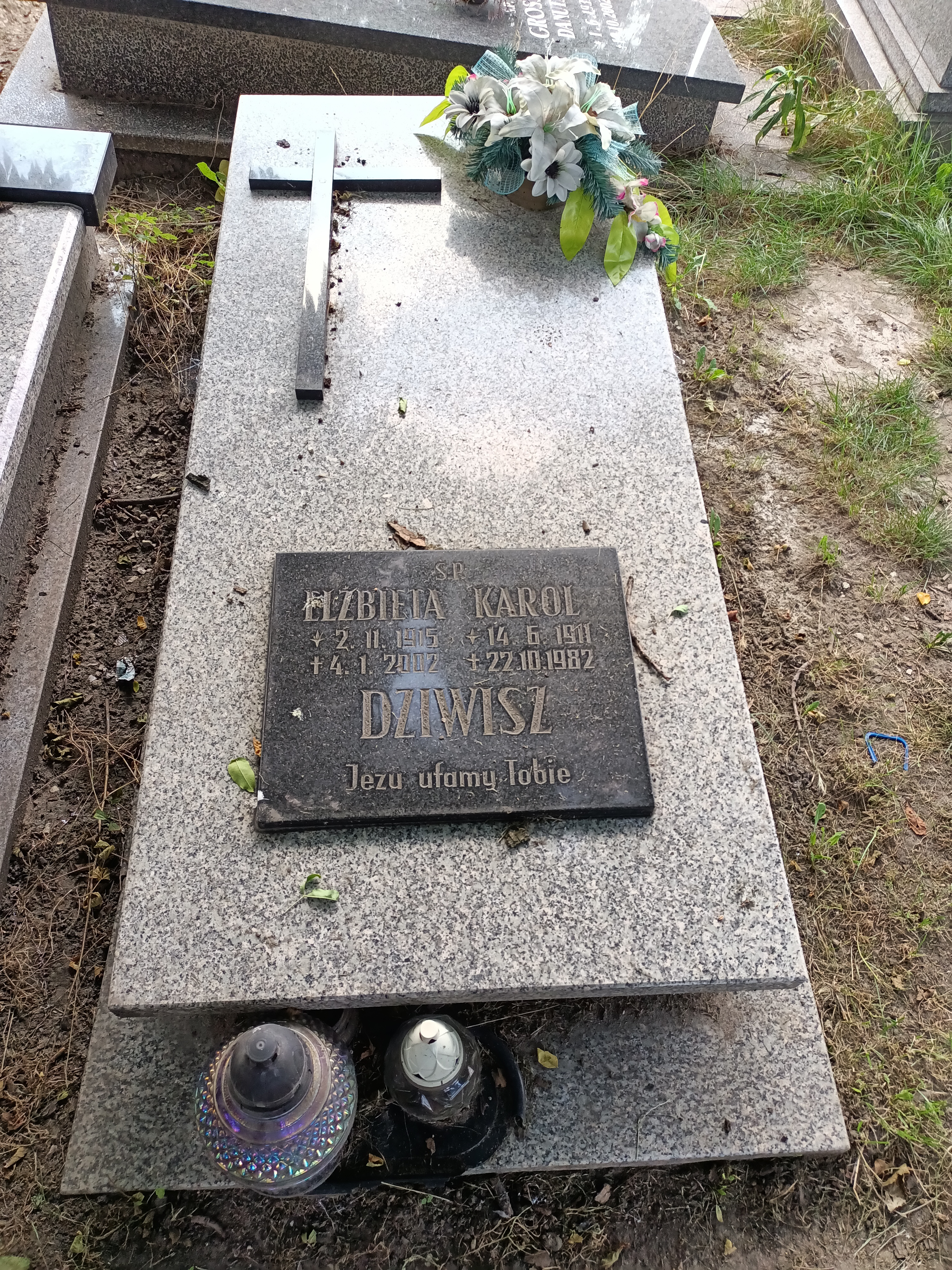
Grób Karola Dziwisza

Karol Dziwisz (ur. 14 czerwca 1911 w Hajdukach Wielkich, zm. 22 października 1982 w Katowicach) – piłkarz, pomocnik, reprezentant Polski.

## Kariera
W latach 1925–1939 był zawodnikiem Ruchu Chorzów. W latach 1933–1934 dwukrotnie wystąpił w reprezentacji Polski. Podczas II wojny światowej, od 1939 do 1945, grał w Bismarckhütter Ballspiel Club. Od 1945 do 1946 ponownie występował w Ruchu Chorzów, po czym przeszedł do Piasta Gliwice. W sezonie 1957 był trenerem Pogoni Prudnik.